# 5108 Lübeck
5108 Lübeck là một tiểu hành tinh vành đai chính với chu kỳ quỹ đạo là 1278.9827710 ngày (3.50 năm).
Nó được phát hiện ngày 21 tháng 8 năm 1987.